# Dajte zjalobnuju knigu
Dajte zjalobnuju knigu (russisk: Дайте жалобную книгу) er en sovjetisk spillefilm fra 1965 af Eldar Rjasanov.

## Medvirkende
- Oleg Borisov som Jurij Nikitin
- Larisa Golubkina som Tatjana Sjumova
- Anatolij Kuznetsov som Ivan Kondakov
- Anatolij Papanov som Vasilij Kutajtsev
- Nikolaj Krjutjkov som Nikolaj Ivanovitj